# Матвеев, Михаил Константинович
Михаил Константинович Матвеев (10 июня 1968, Ленинград, СССР) — советский и российский футболист, защитник.

## Биография
Воспитанник ленинградской спортшколы «Светлана». Карьеру начал в ленинградском «Динамо», за которое провел одну игру. Позднее защищал цвета таллинской «Звезды».
В начале девяностых играл в зарубежных первенствах. Вначале — за клуб низшей финской лиги «Ууденкаупунгин» Уусикаупунки (фин. Uudenkaupungin Pallokerho Ry), затем в течение двух сезонов выступал за эстонский клуб Мейстрилиги «Тевалте». В конце сезона 1993/94 эта команда была дисквалифицирована за подкуп соперников и отправилась на последнее место.
Вернувшись на родину, играл в первом дивизионе за петербургский «Локомотив», за который провел более 200 матчей.
В 2000 году на один сезон вернулся в Финляндию в клуб «Миккели» (фин. FC Mikkeli). В 2001—2002 годах играл во вьетнамском клубе элитной лиги «Биньдинь». По итогам чемпионата он занял четвёртое место.
Последним профессиональным клубом в карьере был ФК «Пикалёво».